# Lopolit
Lopolit je relativno majhna magmatska intruzija lečaste oblike z vgreznjeno zgornjo površino. Lopoliti so na splošno povezani z vrinjenimi geološkimi skladi, dajki ali lijakasto oblikovanimi dotoki pod njimi. Nastali so v obdobju od arhaika do eocena. Vgreznjena oblika lopolita je verjetno posledica zmanjšanja volumna magme med ohlajanjem in kristalizacijo in kasnejšega usada pokrivnega sklada v prazen prostor zaradi njegove teže.
Izraz lopolit je prvi definiral in uporabil Frank Fitch Grout v zgodnjih 1900. letih v opisu gabrskega kompleksa Duluth v severni Minnesoti na meji z Ontariom. 
Med najbolj poznane  lopolite spadajo že omenjeni Duluth, sandburyjski magmatski kompleks v Ontariju, bushveldski magmatski kompleks v južni Afriki, ki ima premer nekaj sto kilometrov in je največje poznano nahajališče platine, skaergaardski kompleks na Grenlandiji in Humboldtov lopolit v Nevadi. Nastanek lopolitov v Sudburyju in Busvheldu pripisujejo trku meteorita in posledičnemu taljenju Zemljine skorje.